# ライアン・ウェンデル
ライアン・ウェンデル（Ryan Wendell 1986年3月4日- ）はカリフォルニア州ダイアモンドバー出身の元アメリカンフットボール選手・コーチ。現役時代のポジションはセンター。

## 経歴

### プロ入り前
母親から負傷することを恐れられ、高校までフットボールをしたことがなかった。高校では、オフェンスラインとディフェンスラインのそれぞれでプレーした。彼の背番号は永久欠番となり、同校の殿堂入りを果たしている。
高校を卒業後、フレズノ州立大学へ入学、1年次の2004年には9試合に出場した。2年次には全13試合に先発出場した。3年次にはガードとセンターで全12試合に先発、ウェスタン・アスレティック・カンファレンスのオールチームに選ばれた。

### 現役選手時代
2008年5月2日、ニューイングランド・ペイトリオッツとドラフト外フリーエージェントで契約したが、同年8月26日、ウェーバーされた。9月24日、ペイトリオッツとプラクティス・スクワッドで契約。
シーズン終了後フューチャー契約を結んだ。
2009年、開幕から2試合スペシャルチームでプレーした後、9月22日、ペイトリオッツからウェーバーされ、その2日後、プラクティス・スクワッドで契約を結んだ。12月31日にアクティブロースターに昇格し、ボルチモア・レイブンズとのワイルドカードプレーオフにスペシャルチームとして出場した。
2010年、15試合に出場、ダン・コノリーが負傷したため最後の2試合では先発出場した。
2011年、プレシーズンゲーム4試合を負傷のためすべて欠場した。9月、ペイトリオッツと3年契約を結んだ。この年14試合に出場し、3試合で先発出場した。
2012年、トレーニングキャンプで先発センターの座をダン・コッペンと争いポジションをつかんだ。スペシャルチームでの出場を含めて、NFLトップの1,379スナップに出場した。出場時間の多かった彼はNFLの規定により、2013年3月、ペイトリオッツから179,907ドルのボーナスを受け取った。2012年の彼の基本給は75万ドルであった。
2014年シーズンはライトガードとして第49回スーパーボウルに先発出場し、チームも勝利した。
2015年は11月7日にIR入りした。
2016年シーズンはカロライナ・パンサーズと契約した。

### 現役引退後
2019年にバッファロー・ビルズのアシスタントコーチに就任、2020年にはオフェンシブラインのアシスタントコーチとなり、2022年シーズンまで務めた。
2023年シーズンよりロサンゼルス・ラムズのオフェンスラインコーチを務める。